# Бала-Добров, Стефан Алексеевич
Стефан Алексеевич Бала-Добров (1885—1962) — советский организатор кинопроизводства, директор Госкино (1925—1927).

## Биография
Родился в 1885 году в Мордовии. Болгарин. Из крестьян, ставших служащими. Образование — высшее. Учитель. Член ВКП(б) с 1918 года.
В 1917—1918 годах — член совдепа рабочего поселка Суджа Курской губернии. В 1918 году — заведующий Суджанским уездным отделом народного образования (3 месяца) и председатель Суджанского уездного исполкома.
В 1918—1921 годах — сотрудник различных революционных военных трибуналов и ревкомов.
В 1921—1923 годах — заведующий Курским губернским отделом народного образования. Член губисполкома, член ревизионной комиссии и кандидат в члены губкома ВКП(б).
В 1923—1925 годах — заведующий Оренбургским губернским отделом народного образования.
В 1925—1927 годах — директор Государственного фотокинотреста Наркомпроса РСФСР (Госкино). Член Художественного совета по делам кино при Главполитпросвете Наркомпроса РСФСР (1925). Входил в состав жюри конкурса на лучший сценарий, организованного «Совкино» и Главполитпросветом в 1925 году. Его лаконичные пожелания советской кинематографии по случаю празднования Дня Октябрьской революции в 1925 году «Художественность и технику. Идеологию и организованность» были опубликованы в газете «Кино» наряду с пожеланиями советских государственных деятелей и известных деятелей культуры. Выступал за объединение проката с производством фильмов. Член правления Общества друзей советского кино (ОДСК) (1925).
Осенью 1926 года арестован по делу шестнадцати руководящих работников «Госкино» и «Пролеткино», обвинённых в бесхозяйственности и злоупотреблении служебным положением. Весной 1927 года за раздутие штатов, приглашение бывших сослуживцев, выдачу им крупных авансов, подъёмных и квартирных Московский губернский суд постановил подвергнуть его лишению свободы на шесть месяцев, однако признавая его изоляцию нецелесообразной, ходатайствовать о его помиловании.
В 1927—1928 годах — заместитель директора, директор Узбекского республиканского кинотреста.
В 1928—1929 годах — директор объединенной дирекции Государственных театров при Наркомпросе Узбекской ССР. В 1929—1930 годах — председатель Главного управления литературы Наркомпроса Узбекской ССР. Начальник Главного управления по делам искусства и член коллегии Наркомпроса Узбекской ССР (до мая 1931 года).
В 1930—1931 годах — уполномоченный Всесоюзного объединения по торговле со странами Востока «Востокторг» по Узбекской ССР. С августа 1931 года — управляющий Среднеазиатским отделением «Востгосторга». С декабря 1931 года — уполномоченный Наркомата внешней торговли СССР по Узбекской ССР.
В ? — 1937 годах — начальник треста «Дортрансторгпит», Куйбышев.
11 ноября 1937 года арестован по статьям 58-7 (вредительство) и 58-11 (контрреволюционная организационная деятельность). Постановлением Управления НКВД по Куйбышевской области от 26 июня 1939 года уголовное дело прекращено за недоказанностью обвинения.